# 라시다 만주

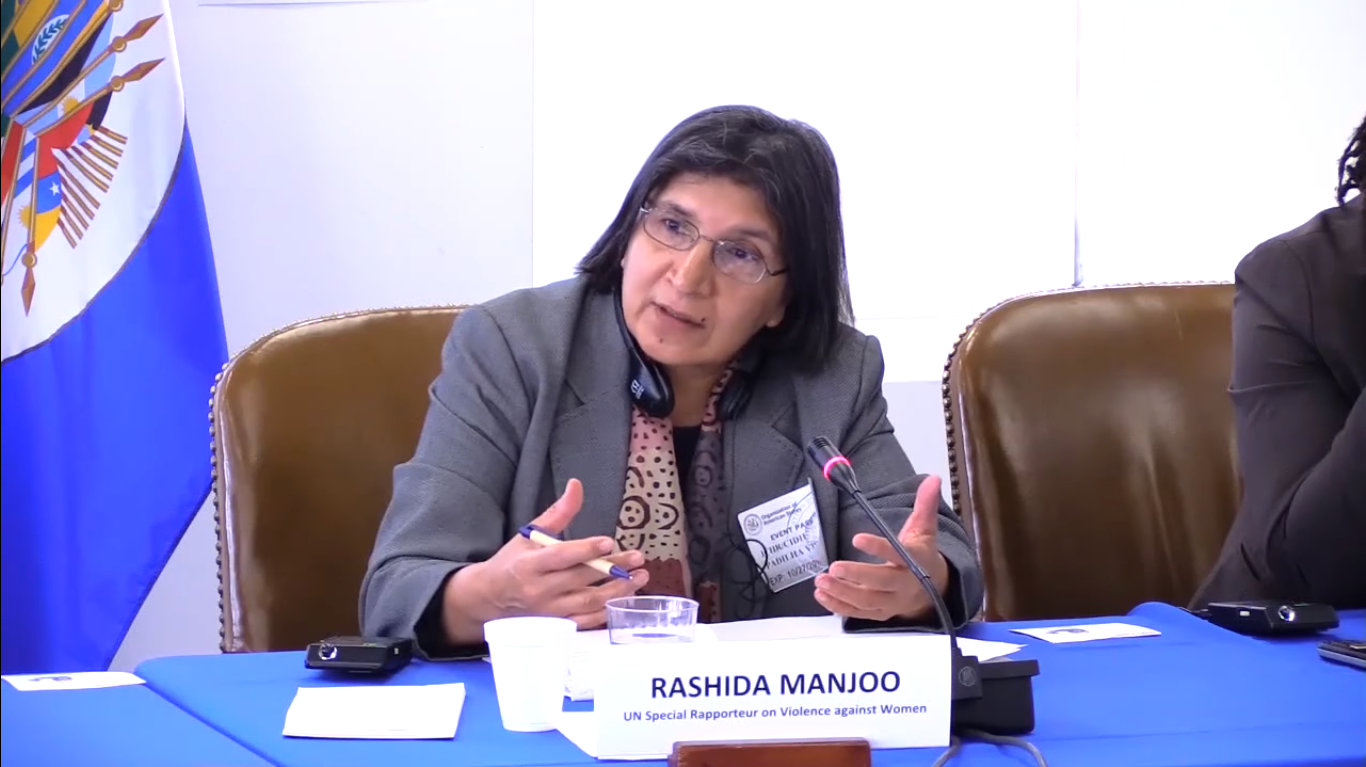
2014년의 만주

라시다 만주(Rashida Manjoo)는 남아프리카 공화국의 인권운동가이다.
남아프리카 공화국의 이주 3세대로서 가난과 유색인종이라는 차별과 억압 속에서 자랐다. 이런 경험으로 인해 라시다 만주는 "인권에 대한 관심은 나의 유전자(DNA) 속에 있다"고 말했다. 사회 정의와 인권, 특히 여성인권을 위해 활동한 전문가이다. 2009년 유엔 인권이사회의 지명을 받았다. 유엔 여성폭력 특별보고관으로 활동하였다. 케이프타운 대학교 공법학 교수이고, 미국 웹스터대학교 객원 교수 등을 겸하였다. 2014년 미국 변호사협회의 국제인권상을 받는 등 인권 관련 상을 여러 차례 수상했다. 남아프리카공화국 헌법에 의거해 설립된 양성평등위원회의 의회감찰관으로도 활동했다.